# Personal File
Personal File ist ein Doppel-Album, das aus einer Zusammenstellung privater Aufnahmen von Johnny Cash aus der Zeit zwischen 1973 und 1982 besteht, die nach seinem Tod gefunden worden waren. 
Das Album wurde von Gregg Geller zusammengestellt und produziert und am 23. Mai 2006 veröffentlicht. Die Linernotes zum Album schrieb der Pop-Kultur-Kritiker Greil Marcus. Auf dem Album befinden sich sowohl gecoverte als auch selbstgeschriebene Lieder von Johnny Cash.

## Inhalt
Es handelt sich um Aufnahmen, auf denen Cash „aus Zeitvertreib ein paar Lieblingssongs aus seiner Jugend auf der Gitarre“ spielte und dazu sang. Die Songs wurden nicht nachvertont, etwa indem weitere Instrumente hinzugemischt wurden. Es gibt nur wenig Überschneidungen der getroffenen Auswahl mit anderen Alben Cashs.
Die auf der ersten CD enthaltenen Songs stammen im Wesentlichen von einer zehntägigen Session, die im Juli 1973 stattfand. Cash war nach einer Phase des Drogenmissbrauchs in den 1950er und 1960er Jahren in guter körperlicher und geistiger Verfassung. Die zweite CD versammelt Gospels und Hymnen.

## Titelliste

### CD 1
1. The Letter Edged in Black (H. Navada) – 2:39
2. There's a Mother Always Waiting at Home (J. Thornton) – 4:21
3. The Engineer's Dying Child (H. Neil/G. Davis) – 2:07
4. My Mother Was a Lady (E. Marks) – 3:36
5. The Winding Stream (A.P. Carter) – 2:37
6. Far Away Places (A. Kramer/J. Whitney) – 2:23
7. Galway Bay (Dr. A. Colahan) – 1:45
8. When I Stop Dreaming (C. Louvin/I. Louvin) – 3:11
9. Drink to Me Only With Thine Eyes (Ben Jonson/Traditional) –  3:32
10. I’ll Take You Home Again Kathleen (T.P. Westendorf) – 2:28
11. Missouri Waltz (J.R. Shannon/F.K. Logan-Eppel) – 2:00
12. Louisiana Man (D. Kershaw/B. Deaton) – 3:28
13. Paradise (J. Prine) – 3:03
14. I Don’t Believe You Wanted to Leave (J. Tubb) – 2:56
15. Jim, I Wore a Tie Today (C. Walker) – 2:47
16. Saginaw, Michigan (B. Anderson/D. Wayne) – 2:29
17. When It's Springtime in Alaska (It’s Forty Below) (J. Horton/T. Franks) – 2:16
18. Girl in Saskatoon (J. Horton) – 2:17
19. The Cremation of Sam McGee(A poem by Robert W. Service) – 5:33
20. Tiger Whitehead (Cash/N. Winston) – 4:44
21. It’s All Over (Cash) – 2:49
22. A Fast Song (Cash) – 2:32
23. Virgie (Cash) – 2:57
24. I Wanted So (Cash) – 2:41
25. It Takes One to Know Me (C. Carter) – 3:14

### CD 2
1. Seal It in My Heart and Mind (Cash) – 1:51
2. Wildwood in the Pines (R. Crowell) – 2:41
3. Who at My Door Is Standing (M.B.C. Slade/A.B. Everett) – 2:31
4. Have Thine Own Way, Lord (A. Pollard/G. Stebbins) – 3:43
5. Lights of Magdala (L. Murray) – 2:26
6. If Jesus Ever Loved a Woman (Unbekannt) – 2:39
7. The Lily of the Valley (C.W. Fry/W.S. Hays) – 1:45
8. Have a Drink of Water (Unbekannt) – 3:36
9. The Way Worn Traveler (A.P. Carter) – 2:03
10. Look Unto the East (Cash) – 2:12
11. Matthew 24 (Is Knocking at the Door) (Cash/June Carter Cash) – 1:57
12. The House Is Falling Down (Unbekannt) – 2:51
13. One of These Days I’m Gonna Sit Down and Talk to Paul (Cash) – 3:20
14. What on Earth (Will You Do for Heaven’s Sake) (Cash) – 2:44
15. My Children Walk in Truth (Cash) – 2:50
16. No Earthly Good (Cash) – 1:51
17. Sanctified (Cash) – 2:33
18. Lord, Lord, Lord (Unbekannt) – 2:20
19. What Is Man (Cash) – 2:24
20. Over the Next Hill (We’ll Be Home) (Cash) – 2:55
21. A Half a Mile a Day (Cash) – 4:25
22. Farther Along (Traditional) – 2:57
23. Life’s Railway to Heaven (M.E. Abbey/C.D. Tillman) – 2:14
24. In the Sweet Bye and Bye (S.F. Bennett/J.P. Webster) – 2:50

## Kritiken
Das Verdienst an Personal File liegt nach Michael Schuh, der das Doppelalbum für laut.de positiv besprach, keineswegs darin, dokumentarisch aufzuzeigen, dass Cash für sich selbst Gospellieder auf der Gitarre einspielte. Vielmehr simuliert er (besonders auf der ersten CD) „eine Konzertsituation, indem er den Songs interessante Geschichten und Anekdoten vorausschickt, wie er es fünf Jahrzehnte lang auf der Bühne machte“. Auch sonst erhielt das Album positive Kritiken; der Rolling Stone vergab (wie auch Allmusic) vier von fünf Sternen.
Nach Ansicht von Allmusic kann Personal File als eine Hör-Autobiographie eines der größten Autobiographen Amerikas betrachtet werden; es handelt sich um das „Porträt des Künstlers als ein Mann, und eines bescheidenen Mannes noch dazu.“